# Makovský mlýn (Paseky nad Jizerou)
Makovský mlýn v Makově u Pasek nad Jizerou v okrese Semily je vodní mlýn, který stojí na Makovském potoce. Je chráněn jako nemovitá kulturní památka České republiky.

## Historie
Mlýn byl postaven v poslední třetině 18. století, stavebními úpravami prošel počátkem 20. století. V roce 1930 vlastnil mlýn a pilu Teodor Koldovský.

## Popis
Přízemní roubený mlýn má mansardovou střechu. Technologické vybavení bylo od výrobce Union a. s., České Budějovice; od něj zde stojí válcová mlecí stolice z 20. let 20. století. Dochovala se výroba elektrické energie, zanikla dřevoobráběcí dílna a brusírna, ve které se také brousilo sklo.
Voda na vodní kolo vedla náhonem od jezu přes stavidlo na turbínovou kašnu.V roce 1930 zde byla Francisova spirální turbína (dochovaná, průtok 0,072 m³/s, spád 13,5 m, výkon 9,6 k).